# Koundouriotis
Cette page explique l’histoire ou répertorie les différents membres de la famille Koundouriotis.
Les Koundouriotis ou Kountouriotis sont une famille d'origine arvanite basée à Hydra, qui a donné plusieurs personnalités à la Grèce :
- Andreas-Anagnostis Koundouriotis, fils d'Hadji Georgios Zervas dit Le Koundouriote car ayant séjourné à Koundoura, une localité de la région d'Éleusis ;
  - Lazaros Koundouriotis (1769-1852), armateur, figure de la Guerre d'indépendance grecque ;
    - Maria, femme de Dimitrios Voulgaris
    - Pantelis Koundouriotis (1814 - 1880), officier de marine 
      - Matina, femme de Dimitrios Horn, grand-mère de l'acteur Dimitris Horn

  - Georgios Koundouriotis (1782-1858), frère de Lazaros, armateur et homme politique, figure de la guerre d'indépendance ;
    - Kondylo, femme d'Athanasios Miaoulis
    - Andréas (1820-1895), diplomate et homme politique, gendre de Dimitrios Kallergis
    - Theodoros (1822 - 1870)
      - Pavlos Koundouriotis (1855-1935), régent (1920) puis président (1924-1929) de Grèce
      - Jean Koundouriotis (1866 - 1933), député d'Hydra, président de la Banque d'Athènes et de la Banque franco-hellénique

    - Maria, deuxième femme de Benizélos Rouphos.